# Régis Debray
Jules Régis Debray, francoski filozof, pisatelj, novinar, akademik in nekdanji državni uradnik, * 2. september 1940, Pariz, Francija.
Je svetovno poznan francoski filozof in akademik. V šestdesetih letih dvajsetega stoletja je odpotoval v Južno Ameriko in navezal stike s Che Guevaro in Fidelom Castrom. Kasneje je postal plodovit pisatelj ter pobudnik in utemeljitelj mediologije.

## Življenje

### Zgodnje življenje
Jules Régis Debray se je rodil 2. septembra leta 1940 v Parizu. Obiskoval je pariško gimnazijo Jason de Sailly in takrat tudi prvič prišel v stik s filozofijo, in sicer prek delih francoskega filozofa Jacquesa Mugolinia. Leta 1960 je bil sprejet na fakulteti École normale supérieure, kjer je leta 1965 postal tako imenovani "agrégé de philosophie" in še istega leta, kot profesor francoščine, začel poučevati na gimnaziji Henri-Ponicaré. V tem času je tudi aktivno sodeloval v Union des étudiants communistes (Komunistični zvezi študentov), kjer je postal študent francoskega komunističnega ideologa Louisa Althussera.

### Življenje v Latinski Ameriki
Po le nekaj mesecih je opustil svoj položaj profesorja na gimnaziji in leta 1965 odšel na Kubo, kjer postal profesor filozofije na Univerzi v Havani. Kmalu za tem je v Boliviji navezal stike z marksističnim revolucionarjem Ernestom "Che" Guevaro in postal član gverile Ñancahuazú (ELN). Leta 1966 je na podlagi lastnih izkušenj v sodelovanju z ELN ter pogovorov med njim, Fidelom Castrom in Che Guevaro napisal knjigo Révolution dans la révolution?, ki je izšla januarja leta 1967.
20. aprila 1967 sta Régis Debray in Ciro Bustos bila aretirana, ko ju je bolivijska vojaška policija prestregla v majhnem bolivijskem mestecu Muyupampi. V času ujetništva naj bi bila oba tudi mučena, vendar je Jorge Castañeda Gutman zanikal to dejstvo, rekoč da so Debraya le prvi dan pretepli, Bustosa pa naj se nebi niti dotaknili. Po treh tednih je Debray prišel do dogovora s Centralno obveščevalno agencijo (CIA), ko naj bi ji z Bustosom, v zameno za posebno pravno obravnavo, predala številne informacije in skice o ELN-u. Čeprav vsebina njune izpovedi ni bila nikoli izdana javnosti, je Manuel Pineiro, tedanji direktor kubanske tajne službe, izjavil, da je Debray le potrdil nekaj očitnosti, zlasti prisotnost Che Guevare v Boliviji, in da slednji ni bil nikakor vpleten v odkritje gverilcev, kaj šele Chejevo smrt. Fidel Castro je prav tako večkrat omenil Debrayev pogum in tudi izjavil, da ga osebno ne krivi za prav nič. Francoskega filozofa so 17. novembra 1967 obsodili na trideset let zapora v bolivijskem vojaškem zaporu, vendar je bil osvobojen že leta 1970, zaradi pritiska mednarodne kampanje, v kateri so bili udeleženi tudi Jean-Paul Sartre, André Malraux, general Charles de Gaulle in papež Pavel VI.
Nato si je poiskal zatočišče v Čilu, kjer se je seznanil s Salvadorjem Allendejem ter Pablom Nerudo. Na podlagi intervjujev s Salvadorjem Allendejem, je leta 1972 izdal knjigo Entretiens avec Allende sur la situation au Chili (Intervjuji z Allendejem o situaciji v Čilu) ter objavil posneti intervju Ce que disait Allende (Kaj je rekel Allende). Prav tako je sodeloval z Beato in Sergom Klarsfeldom, katerima je pomagal organizirati ugrabitev nacističnega uradnika Klausa Barbie-ja, ki je tedaj deloval kot mučitelj v Boliviji.

### Življenje v Franciji
Régis Debray je zapustil Čile in se vrnil v Francijo leta 1973, ko je Augusto Pinochet izvedel državni udar v Čilu.
Z izvolitvijo Françoisa Mitterranda za francoskega predsednika leta 1981, je Régis Debray postal uradni svetovalec s področja mednarodnih afer. Tedaj je oblikoval program, s katerim je želel okrepiti sodelovanja med Francijo in njenimi nekdanjimi kolonijami ter se zavzemal za zmanjšanje odvisnost Francije od ZDA. Prav tako so 21. julija 1982 misteriozne francoske revolucionarne brigade, z načrtno eksplozijo, uničila njegovo stanovanje, ki je bilo takrat prazno. S svojega položaja je odstopil leta 1988, do konca 20. stoletja pa je prevzel še številne druge uradniške poklice, med njimi tudi položaj častnega svetovalca francoskega vrhovnega administrativnega sodišča, Conseil d'État (Državni svet v Franciji).
Ob proučevanju vpliva množičnih občil in sodobnih načinov komuniciranja, je leta 1996 začel pisati zvezke Cahiers de Médiologie, v katerih je zasnoval teorije mediologije ter postavil temelje za njen nadaljnji razvoj. Leta 1998 je bil tudi vodja programa v Mednarodnem kolidžu filozofije v Parizu.
Régis Debray je leta 2002 spodbudil nastanek Evropskega inštituta za religiozne nauke, katere predsednik je bil do leta 2004. Prav tako je leta 2003 bil član komisije Stasi, ki je proučevala izvor francoskega zakona o posvetnosti in prisotnosti religioznih simbolov v šolah.
11. januarja 2011 je postal član akademije Goncourt, 12. novembra 2015 pa je naznanil svoj odstop.

### Trenutna politična stališča
Februarja 2007 je v časopisu Le Monde kritiziral francosko politiko, predvsem njeno nagnjenost h konservatizmu, in novo generacijo politikov, ki so po njegovo sicer sposobni, vendar brez karakterja in idej.
Leta 2013 je pozval k izhodu Francije iz Severnoatlantske pogodbene organizacije (NATO), katero je označil za "anahronistično, neodgovorno in anestetično".

### Zasebno življenje
Prva žena Régisa Debraya je bila Venezuelka Elizabeth Burgos, s katero je leta 1976 imel hčerko Laurence Debray. Po njuni ločitvi se je Debray ponovno poročil, in sicer z Isabelle Ambrosini. Leta 2001 se jima je rodil sin Antoin Debray.

## Kritika
Régis Debray je prejel mnoge kritike ob uporabi Gödlovega izreka o nepopolnosti. Med drugim sta Alan Sokal in Jean Bricmont, v knjigi Intellectual Impostures, Debrayevo uporabo označila za zavajajočo in zmotno.

## Dela

### Izbor del
Debray je do sedaj napisal veliko leposlovnih, publicističnih in strokovnih del.
Pomembna dela s področja filozofije in religije:
- Critique de la raison politique ou l’inconscient religieux (1981)
- Dieu, un itinéraire. Matériaux pour l’histoire de l’Éternel en Occident (2001)
- Le Feu sacré. Fonctions du religieux (2003)
- Les communions humaines. Pour en finir avec «la religion» (2005)

Pomembna dela s področja mediologije:
- Cours de Médiologie générale (1991)
- Cahiers de médiologie (1996-2004)
- Introduction à la médiologie (1999)

Dela s področja umetnosti:
- Éloges (1986)
- Vie et mort de l'image: Une histoire du regard en Occident (1992)
- L’œil naïf (1994)
- Sur le pont d’Avignon (2005)

Druga pomembnejša dela:
- Révolution dans la révolution? (1967)
- La neige brûle (1977)
- Trilogija Le Temps d'apprendre à vivre: Les Masques, une éducation amoureuse (1992), Loués soient nos seigneurs, une éducation politique (1996), Par amour de l’Art, une éducation intellectuelle (1998)

### Révolution dans la révolution?
Knjigo z izvornim naslovom Révolution dans la révolution? Lutte armée et lutte politique en Amérique latine je Debray napisal leta 1966, izdal pa jo je François Maspero januarja 1967. Knjiga je nastala na podlagi pogovorov med avtorjem, Fidelom Castrom in Che Guevaro. V njej je Debray analiziral gverilsko vojskovanje v Latinski Ameriki, pri tem pa se je osredotočil predvsem na Kubansko revolucijo. V knjigi je tudi utemeljil teorijo foco, imenovano tudi 'fokalizem' (fokus), katere začetnik je bil marksistični revolucionar Che Guevara.

### Mediologija
Régis Debray je pobudnik in glavni predstavnik humanističnega nauka mediologije oz. médiologie po francosko. Je neologizem, ki se prvič pojavi v Debrayevem delu  Le Pouvoir intellectuel en France.
Mediologija je sodobna akademska veda, ki proučuje prenos znanja, tradicij, ver, umetnosti, ideologij, političnih idej in drugih delov človeške kulture znotraj ene ali več družb, v časovnem razponu več stoletjih. Prav tako obravnava vpliv razvoja komunikacijskih tehnologij na kulturo in vedenje ljudi ter njihovo vero in prepričanja. Pri tem Debray poudarja tri pomembne inovacije. Prva se imenuje kodeks, ki je skupaj z izumom abecedne pisave omogočil nastanek in ohranitev krščanske vere, kar je popolnoma spremenilo družbeni red. Tukaj gre predvsem za Sveto pismo, prvo vezano knjigo, ki je olajšala komunikacijo med ljudmi in Bogom. Drugi takšen prestop je izum tiska, ki naredi knjige, in s tem tudi znanje, dostopnejše širši javnosti. To je imelo ključen pomen v razvoju javnega šolstva, sekularizirane družbe in pojma republike. Tretja in najnovejša velika iznajdba je internet.

### Prevodi v slovenščino
V slovenščino je prevedeno eno Debrayevo delo, in sicer njegov roman Vzplameneli sneg. Izvorni naslov romana je La neige brûle.
- Debray, R. 1979. Vzplameneli sneg. Maribor: Pomurska založba (COBISS.SI-ID 13143559)

### Opera
Leta 2016 je Debray napisal libreto za opero Benjamin, dernière nuit.

## Nagrade
- 1977: prix Femina za La neige brûle
- 1996: prix Novembre za Loués soient nos seigneurs, une éducation politique
- 2011: izvoljen član akademije Goncourt
- 2019: Grand prix de littérature od l'Académie française (Francoska akademija)